# Почти вълшебно приключение
„Почти вълшебно приключение“ е български 2-сериен телевизионен игрален филм (детски, семеен, фентъзи, мюзикъл) от 1986 година на режисьора Илко Дундаков, по сценарий на Атанас Ценев. Оператор е Януш Алурков. Музиката във филма е композирана от Цветан Добрев. Художник е Руси Дундаков.
По романа „Обратно приключение“ на Атанас Ценев.

## Серии
- 1. серия – „Парис забелязва Елена“ – 56 минути
- 2. серия – „Тайната на хладилника“ – 53 минути [1].

## Актьорски състав
| Роля                                   | Изпълнител         |
| -------------------------------------- | ------------------ |
| Герчо                                  | Марио Петров       |
| Тото                                   | Стефан Клисуров    |
| фокусникът-вълшебник Панайот Панайотов | Иван Балсамаджиев  |
| клоун                                  | Димитър Манчев     |
| клоун                                  | Божидар Лечев      |
| клоун                                  | Иван Обретенов     |
| клоун                                  | Димитър Бочев      |
|                                        | Ангел Георгиев     |
| клоун                                  | Коста Карагеоргиев |
|                                        | Фери Янакиев       |
|                                        | Георги Кишкилов    |
|                                        | Иван Григоров      |
|                                        | Таня Вучкова       |
|                                        | Петър Петров       |
|                                        | Петко Диков        |
|                                        | Николай Стоянов    |
|                                        | Роман Алурков      |
|                                        | Александър Таков   |